# Bonneil
Bonneil – miejscowość i gmina we Francji, w regionie Hauts-de-France, w departamencie Aisne.
Według danych na styczeń 2014 roku gminę zamieszkiwały 403 osoby, a gęstość zaludnienia wynosiła 191 osób/km².